# KSpread
KSpread – darmowy arkusz kalkulacyjny, część pakietu KOffice, zintegrowanego ze środowiskiem graficznym KDE. Wybranymi cechami programu są wielokrotne arkusze w dokumencie, obsługa ponad 100 wbudowanych funkcji, szablony, wykresy, sprawdzanie pisma, hiperłącza oraz sortowanie danych.
Natywnym formatem KSpreada jest OpenDocument. Jednakże KSpread może importować kilka formatów arkuszy kalkulacyjnych, włączając w to formaty programów Microsoft Excel, Applix, Quattro Pro oraz CSV.
Do możliwości KSpread należą:
- wiele tabel i arkuszy w jednym dokumencie;
- szablony
- wiele rodzajów wykresów do przedstawiania danych graficznie
- nagłówki i stopki
- ponad 100 funkcji takich jak odchylenie standardowe, wariancje, wartość obecna renty i wiele innych;
- sortowanie
- obsługa skryptów;
- listy;
- sprawdzanie poprawności wprowadzanych danych z możliwością konfiguracji ostrzeżeń/akcji;
- komentarze;
- serie (dni tygodnia, miesiące, numeracja itp.);
- warunkowe kolorowanie komórek
- odnośniki
- formatowanie kolumn i wierszy (rozmiar, pokaż/ukryj, rodzaj czcionki, styl itp.)
- formatowanie komórek (data/numer, dokładność, obramowanie, wyrównanie, kolor/wzór tła, wielkość i styl czcionki itp.)